# Lista de personagens de Felicity
A seguinte lista inclui uma breve apresentação dos personagens da série Felicity.

## Personagens Principais

### Felicity Porter
- Atriz: Keri Russell
- Felicity é uma garota que contrariando seus pais, se mudou para Nova York atrás de um garoto, Ben Covington, seu amor no colegial. Só que quando ela chegou em Nova York, percebeu que Ben não estava interessado nela. Mesmo assim Felicity resolveu ficar e fez vários amigos e teve novos namorados. O coração de Felicity acabou sempre ficando dividido entre Ben e Noel. Ela começou no curso de medicina, mas depois escolheu as artes. Em seu primeiro ano, Felicity se mostra uma pessoa inteligente e ponderada, mas extremamente impulsiva, no entanto, como a evolução da série, ela se transforma em uma jovem mais segura e centrada.

### Ben Covington
- Ator: Scott Speedman
- Ben é o garoto pelo qual Felicity resolveu seguir até a faculdade de Nova York. Ele não é um aluno forte, mas é atlético e é especialmente bom em natação. Sua vida familiar é complexa. Seu pai (interpretado por John Ritter) é um alcoólatra, e sua mãe continua a permanecer com o marido. Ben tem dificuldade em expressar seus sentimentos e, inicialmente, não parece ser muito ponderado ou contemplativo. Ele chega a passar por problemas finaceiros e até a se envolver em brigas. Ben frequentemente toma decisões precipitadas ou prejudiciais que depois ele acaba lamentando. No entanto, ao longo da série, a verdadeira profundidade e sensibilidade de Ben são revelados.

### Noel Crane
- Ator: Scott Foley
- Noel adora computadores. Aparece pela primeira vez como Conselheiro Residente de Felicity. Eles se tornam amigos e ele se apaixona por ela. Por isso, ele persiste em aprofundar sua relação com Felicity. Noel vem de uma família de classe operária e tem um irmão mais velho que é homossexual. Ele é um aluno forte e excelente como design gráfico. Mesmo gostando de Felicity, ele sente-se confuso em relação aos sentimentos que nutre por sua ex-namorada Hannah.

### Julie Emrick
- Atriz: Amy Jo Johnson
- Julie é a primeira amiga de Felicity na faculdade de Nova York. Julie chegou na cidade com intenção de encontrar sua verdadeira mãe biológica. Quando ela a encontra, tenta se aproximar, mas há muitos segredos sobre sua mãe que Julie ainda não sabe. Fez amizade com Felicity logo no primeiro dia de aula, se tornando sua melhor amiga e também conheceu Ben, por quem acabou se apaixonando. Ao longo da série, Julie e Felicity passam de melhores amigas a rivais, por conta de ambas gostarem de Ben. Julie estuda música e sua maior paixão é o seu violão e suas composições. Ela deixa a série no início da terceira temporada.

### Elena Tyler
- Atriz: Tangi Miller
- Elena é companheira de laboratório de Felicity e também mora no mesmo andar de seu dormitório. Antes de vir morar em Nova York, ela viveu apenas com o pai desde a morte de sua mãe. Ela é uma estudante muito competitiva e aplicada. Elena começa a série sendo muito confiante e sempre tentando orientar Felicity, mas, à medida que elas vão se aproximando, algumas de suas inseguranças são reveladas.

## Personagens Secundários

### Meghan Rotundi
- Atriz: Amanda Foreman
- Meghan é companheira de quarto do primeiro ano de Felicity na faculdade. Ela é uma jovem gótica e cheia de mistérios que parece ser o oposto de Felicity. Inicialmente, ela e Felicity quase não se falam, mas até o final da série, Felicity e Meghan formaram uma amizade estreita e duradoura. É incluida no elenco principal a partir da segunda temporada.

### Sean Blumberg
- Ator: Greg Grunberg
- Sean é um dos muitos estudantes da faculdade de Nova York. Ele possui seu próprio apartamento. Ben mora com ele no apartamento durante o primeiro ano e, posteriormente, Julie, Meghan e Noel chegam a viver lá por algum momento. Uma de suas características é que está sempre tendo idéias novas e empreendedoras. É adicionado ao elenco principal a partir da segunda temporada.

### Javier Clemente Quintata
- Ator: Ian Gomez
- Javier é o gerente do "Dean & DeLuca", um café onde Felicity começa a trabalhar. Ele é da Espanha e isso é perceptível em alguns momentos em seu sotaque. Ele se torna muito próximo de Felicity e Ben e através deles chega a conhecer Noel, Julie e Elena. Ele tem um namorado, Samuel com quem pretende se casar.

### Richard Coad
- Ator: Rob Benedict
- Richard morava no mesmo andar de Felicity, Julie, Elena e Noel, na primeira temporada. Ele é chato e metido. No início da série, ele chantageou Noel ao ameaçar expor seu relacionamento com Felicity. Como resultado Noel ignorou as violações do código do dormitório, envolvendo o funcionamento de equipamentos e até uma grade para cozinhar hambúrgueres. No entanto, ele e Noel acabam se tornando bons amigos.

### Tracy Vincent
- Ator: Donald Faison
- Tracy é um colega de aulas de Química de Elena. Os dois chegam a competir pela melhor nota no exame de Química. Com o tempo, Tracy e Elena começam a namorar. Tracy não apoiava sexo antes do casamento devido a suas crenças religiosas, o que acabou gerando um certo conflito com Elena.

## Participações Especiais
| Ruby                    | Amy Smart             | 16 episódios, 1999-2001 |
| Molly                   | Sarah-Jane Potts      | 14 episódios, 2000-2001 |
| Sally Reardon           | Janeane Garofalo      | 14 episódios, 1998-2000 |
| Dr. Toni Pavone         | Amy Aquino            | 10 episódios, 2000-2002 |
| Dr. Edward Porter       | Erich Anderson        | 9 episódios, 1998-2002  |
| Greg Stenson            | Chris Martin          | 9 episódios, 2000       |
| Trevor O'Donnell        | Christopher Gorham    | 8 episódios, 2001-2002  |
| Zoe Webb                | Sarah Jane Morris     | 8 episódios, 2001-2002  |
| Lynn McKennan           | Dash Mihok            | 7 episódios, 1999       |
| Professor Bill Hodges   | Jim Ortlieb           | 7 episódios, 2001-2002  |
| Guy                     | Brian Klugman         | 7 episódios, 1998-1999  |
| Barbara Porter/Hunter   | Eve Bennett-Gordon    | 7 episódios, 1998-2002  |
| Mr. Andrew Covington    | John Ritter           | 7 episódios, 2000-2002  |
| Dr. Peter McGrath       | Chris Sarandon        | 6 episódios, 1999       |
| Owen                    | Shawn Hatosy          | 6 episódios, 2001-2002  |
| Lauren                  | Lisa Edelstein        | 6 episódios, 2001-2002  |
| Blair                   | Shan Omar Huey        | 6 episódios, 1998-1999  |
| Zach                    | Devon Gummersall      | 5 episódios, 1998       |
| David Sherman           | Henri Lubatti         | 5 episódios, 1999       |
| Maggie Sherwood         | Teri Polo             | 5 episódios, 1999       |
| Mr. Norman              | Bob Clendenin         | 5 episódios, 1998-2002  |
| Brian Burke/ "Burky"    | Michael Peña          | 5 episódios, 1999-2000  |
| Dominic Webb            | Christopher Allport   | 5 episódios, 2001-2002  |
| Carol Anderson          | Jane Kaczmarek        | 5 episódios, 1999-2000  |
| Carl                    | L.B. Fisher           | 5 episódios, 1999       |
| Professor Annie Sherman | Sally Kirkland        | 4 episódios, 1999       |
| Eli                     | Simon Rex             | 4 episódios, 1999       |
| DeForrest Ingram        | Kenan Thompson        | 4 episódios, 2001       |
| Jeremy Cavallo          | Rick Worthy           | 4 episódios, 2001       |
| Avery Swanson           | Kristin Lehman        | 4 episódios, 2001       |
| Lewis                   | Jan Schweiterman      | 4 episódios, 1998-1999  |
| Finn                    | Chris Engen           | 4 episódios, 2000       |
| Natalie                 | Ali Landry            | 4 episódios, 2000       |
| John Papaleno           | Darnell Williams      | 3 episódios, 1998-1999  |
| Hannah Bibb             | Jennifer Garner       | 3 episódios, 1998-2002  |
| Rita                    | Bitty Schram          | 3 episódios, 2001-2002  |
| Faye Rotundi            | Nancy Lenehan         | 3 episódios, 1999-2001  |
| Danny                   | Curtis Armstrong      | 3 episódios, 1999       |
| Walter Rotundi          | Paul Vincent O'Connor | 3 episódios, 1999-2001  |
| Swim Coach              | Drew Pillsbury        | 3 episódios, 1999-2000  |
| Erik Kidd               | Adam Rodriguez        | 3 episódios, 1999-2000  |
| Mr. Rogalsky            | William Monaghan      | 3 episódios, 1998       |
| Daryl                   | Jarrod Crawford       | 3 episódios, 1998-1999  |
| Tina                    | Susan Dalian          | 3 episódios, 1999       |
| Leila Foster            | Keiko Agena           | 3 episódios, 2000       |
| Jane Scott              | Tyra Banks            | 3 episódios, 2000       |
| James                   | Eddie Cahill          | 3 episódios, 2000       |
| Randy                   | James Carpinello      | 3 episódios, 2000       |
| Professor Mary Morton   | Elaine Kagan          | 3 episódios, 2000       |
| Al-Anon Leader          | Nicki Micheaux        | 3 episódios, 2000       |
| Casey                   | David Smigelski       | 3 episódios, 2000       |
| Lloyd                   | Kevin Sutherland      | 3 episódios, 2000       |
| Samuel                  | Austin Tichenor       | 3 episódios, 2000       |